# フアン・サバス
フアン・サバス・ウエルタス・ロレンテ（Juan Sabas Huertas Lorente、1967年4月13日 - ）は、スペイン・マドリード出身の元サッカー選手、サッカー指導者。ポジションはFW。

## 指導者経歴
2005年、シウダ・デ・ムルシアのアシスタントコーチとして指導者としてのキャリアをスタートさせる。アシスタントコーチとしてはアトレティコ・マドリードやレアル・バリャドリードに所属した。
2013年7月1日、UDサン・セバスティアン・デ・ロス・レジェスの監督に就任。
2016年12月29日、セグンダ・ディビシオンBのエストレマドゥーラUDの監督に就任したが、翌年8月1日に解雇された。2018-19シーズンの始め、再び同クラブの監督を務めたが、開幕から13節目終了後にまたも解任された。
2020年3月10日、セグンダBに所属していたコルドバCFの監督に就任した。12月1日、6試合を指揮して解任。

## 個人成績
- キャリア通算 - 355試合78得点[5]
  - プリメーラ・ディビシオン - 196試合34得点
  - セグンダ・ディビシオン - 82試合17得点
  - セグンダ・ディビシオンB - 52試合23得点

## タイトル

### 選手時代
アトレティコ・マドリード
- コパ・デル・レイ : 2回 (1990-91, 1991-92)

シウダ・デ・ムルシア
- テルセーラ・ディビシオン : 1回 (2000-01)